# Chikkagondanahalli, Chitradurga
Chikkagondanahalli là một làng thuộc tehsil Chitradurga, huyện Chitradurga, bang Karnataka, Ấn Độ.